# Uroxiphus maculiscutum
Uroxiphus maculiscutum är en insektsart som beskrevs av Charles Jean-Baptiste Amyot och Jean Guillaume Audinet Serville. Uroxiphus maculiscutum ingår i släktet Uroxiphus och familjen hornstritar. Inga underarter finns listade i Catalogue of Life.